# Catherine Gower
Catherine Gower är en engelsk barnboksförfattare.
Gower har studerat kinesiska och kalligrafi. Hon har bott i Kina åren 1997–1999 och är nu redaktör på ett brittiskt bokförlag.